# 勅祭社
勅祭社（ちょくさいしゃ、旧字体：敕祭社󠄁）とは、祭祀に際して天皇により勅使が遣わされる（これを勅祭という）神社のことである。ただし、毎年五大祭（月次祭を除く）に勅使が遣わされる伊勢神宮は別格とされて勅祭社に含めない。

## 概要
『延喜式』に見られるように古来より諸大社は全国にあったが、平安後期になると律令制の衰退とともに遠隔の諸大社への奉幣は避けられ、逆にそのために京に近い神社が有力氏族や民衆の崇敬を集めて固定化され、新たな社格ともいえる二十二社が制度として成立した。しかしこれも室町後期に朝廷の奉幣が中断、江戸時代に何度か再興が試みられたが果たされなかった。
その後、国学の隆盛と復古神道の機運の高まりを受けて明治維新が成ると、1868年（明治元年）、明治天皇は氷川神社の祭事を勅祭として行った。これが近代の勅祭社の始まりである。明治3年には東京とその附近の12社を准勅祭社と定めた。これらは一時的なものであったが、1883年（明治16年）、賀茂神社（賀茂御祖神社、賀茂別雷神社）の賀茂祭（葵祭）、石清水八幡宮の石清水祭が勅祭と定められて今日につながる勅祭社となり、以降はその数を増やしていった。
なお、東京の准勅祭社は、1975年（昭和50年）、昭和天皇即位50年の奉祝事業として関係神社が協議し、観光的な要素を濃くした東京十社として現在に至っている。

## 勅祭社の一覧
1945年（昭和20年）の終戦の年には、以下の神社が勅祭社となっていたが、現在の勅祭社は、終戦により廃社となった朝鮮神宮を除く16社である。このうち、宇佐神宮と香椎宮へは10年ごとに、鹿島神宮と香取神宮へは6年ごとに勅使が遣わされ、靖国神社には春秋二度の大祭に勅使が遣わされている。
表中で、「式内」は式内社を表し、式内社の勅祭社はすべて名神大社に列せられている。「一宮」は各国の一宮、「別表」は戦後に定まった別表神社・単立神社の別を表す。社名・鎮座地名は現在のもの。
| 社名         | 社名         | 式内 | 一宮   | 二十二社 | 近代社格制度 | 別表 | 鎮座地           | 備考           |
| ------------ | ------------ | ---- | ------ | -------- | ------------ | ---- | ---------------- | -------------- |
| 賀茂神社     | 賀茂別雷神社 | 名神 | 山城国 | 二十二社 | 官幣大社     | 別表 | 京都市北区       |                |
| 賀茂神社     | 賀茂御祖神社 | 名神 | 山城国 | 二十二社 | 官幣大社     | 別表 | 京都市左京区     |                |
| 石清水八幡宮 | 石清水八幡宮 |      |        | 二十二社 | 官幣大社     | 別表 | 京都府八幡市     | 国史見在社     |
| 春日大社     | 春日大社     | 名神 |        | 二十二社 | 官幣大社     | 別表 | 奈良県奈良市     |                |
| 熱田神宮     | 熱田神宮     | 名神 |        |          | 官幣大社     | 別表 | 名古屋市熱田区   |                |
| 出雲大社     | 出雲大社     | 名神 |        |          | 官幣大社     | 別表 | 島根県出雲市     |                |
| 氷川神社     | 氷川神社     | 名神 |        |          | 官幣大社     | 別表 | さいたま市大宮区 |                |
| 鹿島神宮     | 鹿島神宮     | 名神 | 常陸国 |          | 官幣大社     | 別表 | 茨城県鹿嶋市     |                |
| 香取神宮     | 香取神宮     | 名神 | 下総国 |          | 官幣大社     | 別表 | 千葉県香取市     |                |
| 橿原神宮     | 橿原神宮     |      |        |          | 官幣大社     | 別表 | 奈良県橿原市     | 明治創建       |
| 近江神宮     | 近江神宮     |      |        |          | 官幣大社     | 別表 | 滋賀県大津市     | 昭和創建       |
| 平安神宮     | 平安神宮     |      |        |          | 官幣大社     | 別表 | 京都市左京区     | 明治創建       |
| 明治神宮     | 明治神宮     |      |        |          | 官幣大社     | 別表 | 東京都渋谷区     | 大正創建       |
| 靖国神社     | 靖国神社     |      |        |          | 別格官幣社   | 単立 | 東京都千代田区   | 明治創建       |
| 宇佐神宮     | 宇佐神宮     | 名神 | 豊前国 |          | 官幣大社     | 別表 | 大分県宇佐市     |                |
| 香椎宮       | 香椎宮       |      |        |          | 官幣大社     | 別表 | 福岡市東区       | 国史見在社     |
| 朝鮮神宮     | 朝鮮神宮     |      |        |          | 官幣大社     |      | 京畿道京城府     | 大正創建、廃社 |